# 丽江马先蒿
丽江马先蒿（学名：Pedicularis likiangensis）是列当科马先蒿属的植物，是中国的特有植物。分布在中国大陆的云南、四川等地，生长于海拔3,200米至4,600米的地区，多生长在林缘以及石砾草地与高山草甸中，目前尚未由人工引种栽培。

## 异名
- Pedicularis likiangensis Franch. ex Maxim. ssp. pulchra Tsoong